# Глигорие Елезович
Глигорие (Глиша) Елезович (на сръбски: Глигорије Елезовић или Gligorije Elezović) е сръбски просветен деец и историк, участник в Сръбската пропаганда в Македония. Благодарение на Елезович, сръбската научна общност за първи път получава достъп до османските източници.

## Биография
Елезович е роден на 6 (18) януари 1879 година в косовския град Вучитрън, тогава в Османската империя. Той завършва начално училище в родния си град и учи в сръбските гимназии в Солун и Цариград. Учи сръбска история и география и сръбски и старославянски език с диалектология във Философския факултет на Великата школа в Белград. Завършва през 1905 година и от 1907 година започва да преподава. Преподава в Плевленската гимназия, в Солунската сръбска гимназия и в Скопската сръбска гимназия, в Призренската семинария и педагогическото училище в Скопие. На тези позиции той е до 1926 година с прекъсване през Първата световна война. В 1915 година работи в гимназията във Валево.
Още като студент е активен член на младежкото движение и един от основателите на клуба „Славянски юг“ и на обществото „Сръбски братя“ (1905). След Младотурската революция в 1908 година е делегат на Първата сръбска конференция, провела се между 12 и 15 август 1908 г. в Скопие, на която е основана Сръбска демократическа лига в Османската империя. Пише в нейния орган „Вардар“. Заедно с Милан Чемерикич стартира самостоятелен политически вестник „Глас народа“ (1912, 1920 - 1922). Редактор е на „Привредни гласник“, един от основателите на Скопското научно дружество и сътрудник на „Гласник на Скопското научно дружество“ (1925 - 1933). Редовен член е на Историческия институт в Нови Сад (1934), член-кореспондент на САНИ (1946), научен сътрудник на Историческия, Етнографския и Езиковия институт на САНИ. Автор е на 147 научни труда, някои от които с капитално значение.
Той е универсален изследовател. Творческият му опус обхваща проблеми от областта на филологията, диалектологията, туркологията, етнологията, историята на изкуството, ислямските изследвания, антропологията, историята и антропогеографията.
Той е бил член на Комитета за исторически и литературен материал на Сръбската кралска академия още от създаването на тази институция в 1931 година и редактор на първата книга от Сборника на исторически и литературен материал, публикуван в два тома в 1940 и 1952 г. под заглавието „Турски споменици“ (Турски паметници). Има 226 турски преводи на документи от периода от 1348 до 1776 година. В тази книга има голям брой негови коментари, които могат да съставят отделна книга. В същото издание е публикувана и книгата му „Из цариградских турских архива- mühimne defteri“ (Из цариградските турски архиви). Тази книга, излязла в 1951 година, поставя началото на активния интерес на сръбските учени към най-изчерпателната колекция от архивните материали от периода на османското владичество.
Чрез поредица от книги, публикувани от голям брой турски документи:
- „Турски споменици у Скопљу“ (Турски паметници в Скопие, първа книга 1926, втора 1929, трета 1930),
- Соколари и соколарство (1923) и
- Турско-српски споменици Дубровачког архива (Турско-сръбски паметници от Дубровнишкия архив, 1932), която е най-важната му научна работа в тази област.

Също така значителна е работата му по превод на османски документи от архивите на Белградския пашалък, които спорадично публикува в „Београски общински новине“, „Политика“ и „Търговински гласник“. Интерес представляват за него и турските наративни източници. Публикува преводи на пасажи от Евлия Челеби.